# Lepidopilidium laevisetum
Lepidopilidium laevisetum là một loài rêu trong họ Pilotrichaceae. Loài này được (Hampe) Broth. mô tả khoa học đầu tiên năm 1907.